# Џексон Ејвери
Доктор Џексон Ејвери је измишљени лик серије "Увод у анатомију". Улогу тумачи амерички глумац Џеси Вилијамс, а креирана је од стране режисерке и продуценткиње, Шонде Рајмс. Први пут се појављује у епизоди "Инвазија" у шестој сезони, као хируршки резидент из клиничког центра Мерси Вест који се спојио са болницом Сијетл Грејс. Након неког времена повременог појављивања, Вилијамс у седмој сезони постаје стални члан глумачке екипе. Главну причу овог лика представља Џексонов труд да својим радом и знањем постане успешан, без ослањања на славу његовог деде, познатог хирурга

## Позадина
Џексон је унук доктора Харпера Ејверија, једног од најпознатијих хирурга у земљи по ком је названа престижна награда. Одрастао је слушајући о томе како је узвишено бити хирург, што га је инспирисало да крене тим путем. Одрастао је уз мајку, Кетрин Ејвери јер их је његов отац оставио и отишао ко зна где.

## Фабула
Џексон долази из клиничког центра Мерси Вест у болницу Сијетл Грејс као хируршки резидент, заједно са својим пријатељима Ејприл Кепнер, Рид Адамсон и Чарлсом Персијем.
Током пуцњаве у болници, Џексон је, заједно са Кристином Јанг, оперисао Дерека Шепарда, чиме му је спасио живот. Током операције, нападач, Гери Кларк, је држао пиштољ уперен у оба хирурга. Џексон је успео да их све спаси тако што је наместио да изгледа као да је Дерек умро- то је задовољило Герија Кларка па их је пустио. Међутим, током пуцњаве су убијени његови пријатељи Рид и Чарлс. Ово је имало великог утицаја на Џексона, који је месецима касније имао ноћне море. Заједно са Ејприл се преселио код Мередит Греј, јер је она сматрала да им је потребна помоћ и подршка. У тој кући су такође живели, Дерек Шепард, Алекс Карев и Лекси Греј.
У седмој сезони, Џексон започиње романтичну везу са Лекси Греј. Такође почиње да ради са Марком Слоуном, шефом пластичне хирургије, који је уједно и Лексин бивши дечко. Убрзо Лекси схвата да и даље има осећања према Марку, због чега Џексон раскида са њом. Марк и Џексон остају добри пријатељи, Џексон се све више интересује за пластичну хирургију. 
Ближи се крај пете године резиденције и сви хируршки резиденти се спремају за тестове. Ноћ пред испит, Џексон и Ејприл ступају у сексуални однос. Међутим, Ејприл је девица и каје се што је прекршила своје обећање Богу да ће остати невина до брака. Џексон, Мередит, Кристина и Алекс су положили испит, али је Ејприл пала. Иако Џексон гаји права осећања према њој, она га тера од себе мислећи да се он само осећа кривим због њеног прекршеног обећања. На крају осме сезоне, Џексон говори Ејприл да ће прихватити посао у клиничком центру Тулан, упркос томе што ће му недостајати Сијетл Грејс. Међутим, долази до авионске несреће у којој умиру Лекси и Марк.
Након несреће, Ејври остаје у Сијетл Грејсу и наставља да ради као пластични хирург. Он и Ејприл настављају своју везу, док Ејприл не помисли да је трудна. Џексон ју је тада запросио и почели су са планирањем венчања. Међутим, када се испоставило да ипак није трудна, раскидају. Да би избегавали једно друго, свако доводи претиоца на венчање докторке Миранде Бејли.  Иако делује као да Џексон и даље воли Ејприл, они остају пријатељи.
Када се болница суочила са финансијском кризом, Кетрин Ејври, Џексонова мајка, пристаје да инвестира у болницу путем Харпер Ејври фондације, али инсистира да Џексон добије место у одбору. Тада је болница преименована у Греј-Слоун Меморијал болницу.
Метју Тејлор, Ејприлин дечко, ју је запросио, међутим, Џексон јој је на венчању признао да је и даље воли. Ејприл признаје да и она њега и даље воли и заједно беже. Тада су се и венчали, али одлучују да брак крију од колега, због нових правила у болници. Џексонова мајка Кетрин тера Ејприл да потпише уговор о заштити имовине породице Ејври.
Прва несугласица између Џексона и Ејприл дешава се када схватају да другачије гледају на васпитавање деце и религију. Убрзо након тога Ејприл сазнаје да је трудна. Нажалост, њиховој беби је дијагностикована Osteogenesis Imperfecta тип 2 и сазнају да беба неће живети дуго након рођења. Џексон сматра да је најбоље да прекину трудноћу, али Ејприл жели да роди дете иако зна да неће дуго живети. Одлучују да ће Ејприл родити дете у 24. недељи и да ће га тад одмах крстити. Родила је Самјуела Норберта Ејврија који је умро мало након рођења.
На крају једанаесте сезоне Ејприл говори Џексону да одлази са доктором Овеном Хантом да ради као хирург у Армији, сматра да ће јој то олакшати губитак сина. Џексон је пушта и покушава да нађе начин да се носи са својом тугом. На Дан заљубљених, Ејприл се враћа.
У дванаестој сезони њихов брак почиње да се распада и убрзо се разводе. Ејприл сазнаје да је трудна са његовим дететом, рађа Херијет и деле старатељтво над њом.
Џексон је успео да нађе свог оца и одлучио је да оде и суочи се са њим. Кетрин је позвала Ејприл да пође са њим као подршка. Ејприл му помаже да пронађе оца, али разговор са њим представља разочарење за Џексона и он одлази.
Након дедине смрти, Џексон наслеђује четврт милијарде долара, које даје докторки Бејли да покрене такмичење да би се финансирали пројекти и иновације што већег броја лекара.
Џексон се упушта у романтичну везу са Меги Пирс. Та веза је постала јача када је Меги спасила Ејприл после аутомобилске несреће. Ејприл одлази и удаје се за Метјуа. Џексонова веза са Меги је на танким ногама када он одлази на пут да пронађе одговоре на нека питања. Он тек тада схвата значај религије, оно што је Ејприл покушавала да га научи.
Ситуација се компликује када се Кетрин, Џексонова мајка, удаје за Ричарда Вебера, Мегиног оца, али ипак опстају као срећна породица.
Када се вратио сазнаје да његова мајка има хондросарком на кичми. Било му је јако тешко да прихвати дијагнозу, али ипак одлучује да буде јак и подршка својој мајци. Срећом, Том Корасик и Амилија Шепард успевају да спасу Кетрин.
Схвативши колико су различити, Меги и Џексон одлучују да је ипак најбоље да раскину. Он убрзо после раскида започиње везу са Вик.

## Развој

### Кастинг и настанак
У фебруару 2009. Михајл Аусиело је наговестио да постоји могућност да главни лик, Мередит Греј (Елен Помео), има брата или сестру. Серија је започела кастинг у потрази за глумцем који би могао да буде припадник две расе; кастинг је одложен до шесте сезоне. Вилијамсов кастинг је објављен у августу 2009. Иако лик још увек није имао име, требало је да се појави само у неколико епизода.Вилијамс је своју аудицију описао као "једноставан процес". Петог августа, на дан свог рођендана је сазнао да ће сутрадан ићи на аудицију иако није знао за коју улогу. Недељу дана касније је сазнао да је добио посао. Касније те године, током кастинга за младу Елис Греј и младог Ричарда Вебера, који би се појављивали у ретроспекцијама, кружиле су гласине да ће Ејври можда бити Мередитин полу-брат. Вилијемс је ставио тачку на те гласине рекавши да би Мередит приметила да јој је мајка трудна. Мет Веб Митовиц је приметио Вилијамсово непојављивање у веб-серији "Сијетл-Грејс: дежурни" и претпоставио да постоје велики планови за тог лика.
У епизоди "Савршена мала незгода", која је емитована 4. маја 2010. откривено је да је Ејври унук легендарног Харпера Ејврија. Шонда Рајмс је путем свог блога крајем маја 2010. указала на могућност да ће Џеси Вилијамс и Сара Дру постати стални чланови глумачке екипе.

### Карактеризација
Профил овог лика на Ејбисијевом веб-сајту описује Ејверија као "марљивог, мотивисаног, обазривог и жељног". Међутим, понекад може имати превише смопоуздања, бити много компететиван и врло тврдоглав. Има навику да задиркује своје колеге. Вилијамс је открио за Есенц.ком да је његов лик веома "амбициозан. Он не бира стране и не уплиће се у драму. Ту је да ради и не да се меша у ситничавост." Вилијамс свог лика описује као одважног и "каваљера". Мет Веб Митовиц је описао Џексона као некога ко има осећај за правду, док Вилијамс описује Џексоново понашање као "шепурење". Због тога што му је посао изузетно конкурентан, Ејври се понаша као да припада ту и одбија да се преиспитује и сумња у себе. Када је дошао у Сијетл-Грејс осећао се као "упадач" у новом тиму и "одлучује да ће се изборити са тим, а не побећи од тога, као и да ће показати своју личност. Има много самопоуздања и воли да каже оно што мисли." Вилијамс је такође рекао: "Џексон је усамљеник. Није особа која ће тражити подршку и раме за плакање.""Увек је покушавао да се сам избори са свим. Џексон не жели да живи на рачун свог наслеђа и имена, што долази у конфликт са његовим блиским односом са мајком."